# Mikhaïl Tatarnikov
 (juin 2012).
Si vous disposez d'ouvrages ou d'articles de référence ou si vous connaissez des sites web de qualité traitant du thème abordé ici, merci de compléter l'article en donnant les références utiles à sa vérifiabilité et en les liant à la section « Notes et références ».
Mikhaïl Tatarnikov est un chef d'orchestre russe. De 2012 à 2018, il est le directeur musical et chef principal du Théâtre Mikhailovsky de Saint-Pétersbourg.

## Biographie
Mikhaïl Tatarnikov a fait ses études au Conservatoire d'état Rimski-Korsakov de Saint-Pétersbourg et en est sorti lauréat en 2003. Après, il a poursuivi ses études à la Faculté d'Opéra et de Direction d'orchestre.
À partir de 2006, il commence à se produire à Saint-Pétersbourg où il s'illustre en dirigeant la Symphonie n°2 de Prokofiev ou la flûte enchantée en 2007.
Outre Saint-Pétersbourg, il a dirigé le Philharmonique de Novossibirsk, l’Orchestre du Conservatoire d’état Rimski-Korsakov de Saint-Pétersbourg, les Philharmoniques d’Oslo et de Russie. Il s’est produit au Théâtre Mariinsky et a été à la tête de nombreux ensembles tels le Gävle Symphony, l’Orchestre national de Russie (à Dresde et lors de ses débuts aux États-Unis au Mann Center de Philadelphie), le Philharmonique de Rotterdam, l’Orchestre Symphonique de Tokyo, l’Orchestre philharmonique de Monte-Carlo (avec Vilde Frang).
Récemment, il était au Théâtre national de Bordeaux en Aquitaine pour diriger Les Noces de Figaro.

## Répertoire lyrique
- Les Troyens d'Hector Berlioz
- Lucie de Lammermoor de Gaetano Donizetti
- Rusalka d'Antonin Dvorak
- Don Quichotte
- I pagliacci de Ruggero Leoncavallo
- Les Noces de Figaro de Mozart
- Don Giovanni de Mozart
- Il viaggio a Reims de Rossini
- Eugène Onéguine de Tchaïkovski
- La Dame de pique de Tchaïkovski
- Elektra de Strauss
- Der Fliegende Holländer de Richard Wagner
- Tristan et Iseult de Strauss
- Till Eulenspiegel de Strauss
- L'Amour des trois oranges de Prokofiev
- Le Chevalier avare de Rachmaninov
- La Nuit de mai de Rimski-Korsakov
- Sadko de Rimski-Korsakov
- Kachtcheï l'immortel de Rimski-Korsakov
- Les Contes d'Hoffmann de Jacques Offenbach